# Maria-Lanzendorf
Maria-Lanzendorf – gmina w Austrii, w kraju związkowym Dolna Austria, w powiecie Bruck an der Leitha. Liczy 2 051 mieszkańców (1 stycznia 2014). Do 31 grudnia 2016 należała do powiatu Wien-Umgebung.